# Leipzig-Wahren järnvägsstation

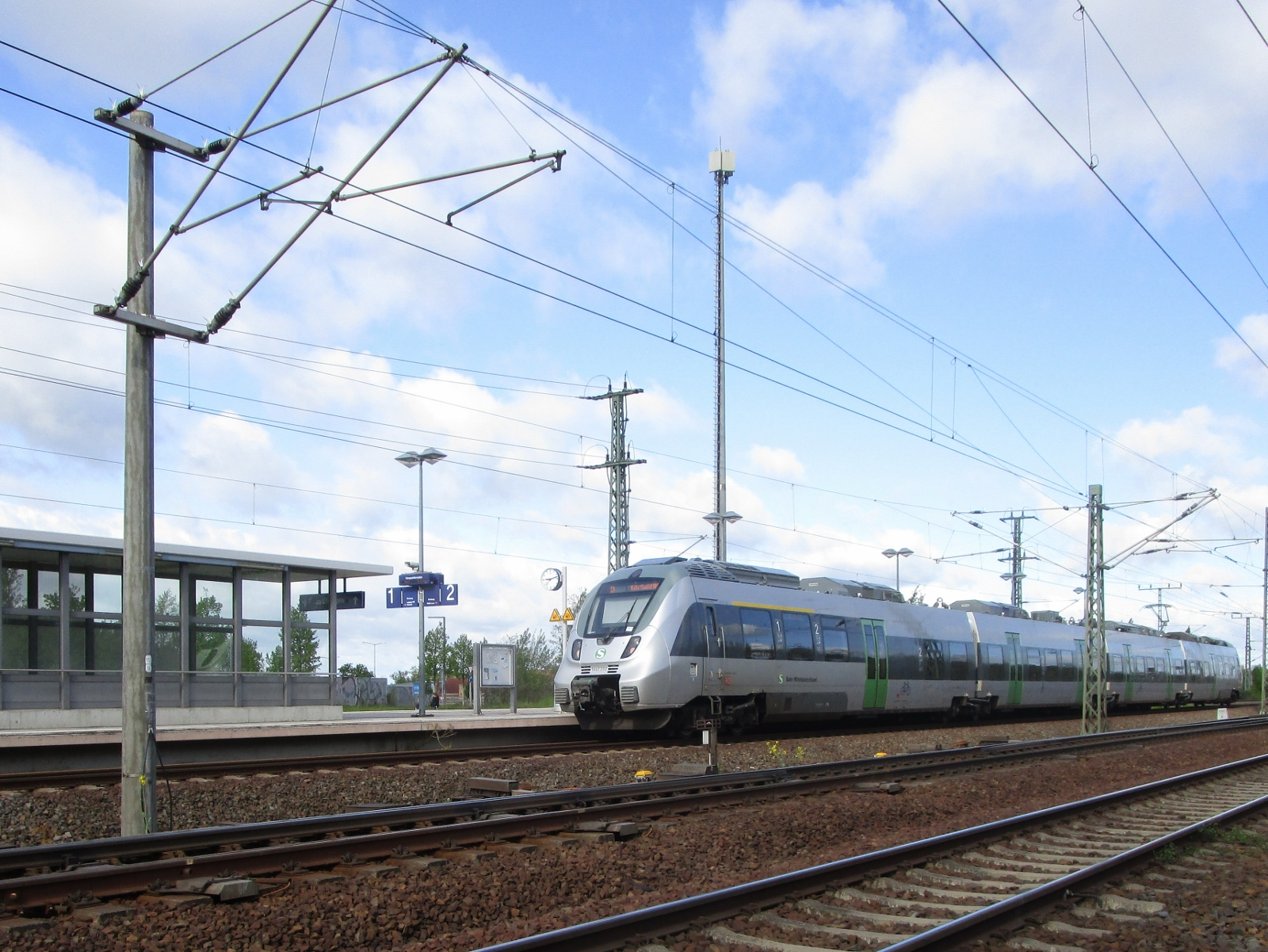
Leipzig-Wahren järnvägsstation.

Leipzig-Wahren är en järnvägsstation i Leipzig, Tyskland. Stationen är del av S-Bahn Mitteldeutschland och trafikeras av linje S3. I början på 1990-talet byggdes en stor rangerbangård ut, där Leipzig-Wahren ligger i den västra änden och Leipzig-Lützschena i den östra. 